# Archie Hahn
Charles Archibald "Archie" Hahn, född 14 september 1880 i Dodgeville i Wisconsin, död 2 juni 1933 i Charlottesville i Virginia, var en amerikansk friidrottare.
Hahn vann alla sprintdistanserna vid olympiska sommarspelen 1904 i Saint Louis samt guld på 100 meter vid extraspelen i Aten 1906